# Dżanin (muhafaza)
Dżanin (arab. ‏جنين‎, Janīn) – muhafaza Palestyny. Leży w północnej części Zachodniego Brzegu. Od południowego wschodu sąsiaduje z Tubasem, od południa z Nablusem, a do zachodu z Tulkarmem. Od północy graniczy z izraelskimi dystryktami Hajfa i Północnym. Ma powierzchnię 583 km². Według danych Palestyńskiego Centralnego Biura Statystycznego na rok 2007 zamieszkało ją 256 212 osób, co stanowiło 6,8% ludności Palestyny. Znajdowało się tu wtedy 48 169 gospodarstw domowych. Do 2015 roku liczba ludności wzrosła do 311 231, a gęstość zaludnienia wynosiła 583 os./km². 

## Miejscowości
Miasta
- Dżanin
- Kabatija

Miasteczka
- Adżdża
- Arraba
- Burkin
- Al-Jamun
- Dżaba
- Jabad
- Kafr Ra’i
- Majsalun
- Silat az-Zahr
- Silat al-Harisijja
- Zababdeh

Wioski
- Al-Attara
- Al-Manszijja
- Al-Mughajjir
- Al-Tajba
- Anin
- Anzah
- Arabbuna
- Arakah
- Arrana
- Asz-Szuhada
- Bajt Kad
- Barta’a
- Bir al-Basza
- Dahijat Sabah al-Chajr
- Dajr Abu Da’if
- Dajr Ghazala
- Dżalkamus
- Fahma
- Faku’a
- Fandakumija
- Dżalama
- Dżalbun
- Kafr Dan
- Kufeirit
- Mirka
- Misiljah
- Nazlet Zeid
- Rummanah
- Sanur
- Sir
- Ti’innik
- Tura al-Dżarbija
- Umm ar-Rihan
- Umm at-Tut
- Zawija
- Zububa